# Marcel Achard
Marcel-Auguste Ferréol (Sainte-Foy-lès-Lyon, 5 juli 1899 – Parijs, 4 september 1974) was een Frans journalist, toneel- en scenarioschrijver.
Achard trad op met zijn eigen pantomimes en dansen.
Zijn eerste toneelstuk, Voulez vous jouer avec moi?, viel op.
De populariteit van zijn sentimentele komedies maakte van hem een erkende persoonlijkheid in de literaire en theaterkringen van Frankrijk.
Hij werkte als promotor van theatershows in het Théâtre du Vieux-Colombier te Parijs, en als journalist voor de Franse krant Le Figaro.
In 1959 werd Achard verkozen tot lid van de Académie française. Een bekend werk is Jean de la lune (1929)